# Onofrio Abbate
Onofrio Abbate Pascià (Palermo, 29 de febrero de 1824 - El Cairo, 11 de octubre de 1915) fue un médico, naturalista, y escritor italiano.

## Biografía
Obtuvo la licenciatura en medicina, siendo alumno de un conocido oftalmólogo de la época, Sócrates Polara, convirtiéndose en oftalmólogo, cultivando, al mismo tiempo, intereses literarios: entre ellos algunos poemas y un libreto teatral para un oratorio Il giudizio universale del maestro Pietro Raimondi. 
En 1845, emigró a Egipto, donde se convirtió en director del hospital estatal de Alejandría. Y recibió varios encargos públicos. Legó una gran cantidad de escritos que tratan sobre medicina, condiciones físicas y de salud de Egipto, historia de la ciencia y especialmente geografía y arqueología egipcia (Egiptología).

## Obra
- Un basso-rilievo di Beni-Hassan. Interpretazioni medico archeologiche di Onofrio Abbate, Palermo, Poligr. Empedocle, 1843.

- Il giudizio universale. Parole di Onofrio Abbate, musica del maestro Pietro Raimondi, Palermo, Tipografia di F. Lao, 1848.

- Sul cholera-morbus nel 1848. Teoremi e pensieri, El Cairo, Stamperia egiziana, 1848.

- La neutralisation quarantenaire du Canal de Suez, El  Cairo, Imprimerie nouvelle F. Barbier, 1887.

- De la prétendue sphéricité de la Terre connue des anciens Égyptiens, El  Cairo, [s. n.], 1893.

- Il genio e l'obbiettivo di Colombo in rapporto alle condizioni geografiche contemporanee dell'Egitto, Napoli, De Angelis-Bellisario, 1893.

- Riproduzioni di errori dopo 50 secoli nella medicina odierna. Note storico-critiche, Napoli. Stabilimento tip. De Angelis-Bellisario, 1894.

- L'Egitto e la Sicilia nei loro antichi rapporti. Nuove ricerche. Conferenza data alla Società di storia patria il dì 3 settembre 1899, Palermo, Stabilimento tip. Virzi, 1899.

- Le Soudan sous le règne du Khédive Ismail. Notes d'une décade historique, 1868-1878, El  Cairo, [s. n.], 1905.

- Aegyptiaca,  El  Cairo, F. Votta, 1909.